# Künstliche Welten
Künstliche Welten ist ein Lied des deutschen Synthiepop-Duos Wolfsheim. Das Stück ist die dritte Singleauskopplung aus ihrem vierten Studioalbum Spectators.

## Entstehung und Artwork
Geschrieben wurde das Lied von den beiden Wolfsheim-Mitgliedern Peter Heppner und Markus Reinhardt. In Zusammenarbeit mit José Alvarez-Brill produzierten die beiden auch die Single. Gemastert wurde das Stück in den Hamburger Master & Servant Studios, unter der Leitung von Tom Meyer. Die Single wurde unter dem Musiklabel Strange Ways Records veröffentlicht und durch Indigo vertrieben. Die Aufnahmen entstanden in folgenden Studios: Barrandov Studios, Smecky Music Studios (beide in Prag, Tschechien) und The Factory (Belgien).
Auf dem Cover der Maxi-Single ist wie bei Spectators und der vorangegangenen Single Once in a Lifetime – neben Künstlernamen und Liedtitel – ein Teil der Mondöberfläche, mit Blick zur Erde, zu sehen. Auf der CD selbst ist der Mond abgebildet. Im Inneren befindet sich neben einer Danksagung an das Produzenten-Team eine Entschuldigung an Oliver Schulz-Berndt. Dieser schoss auch Bilder für das Begleitheft zu Spectators, man vergaß ihn jedoch bei den Mitwirkenden aufzuführen. Wolfsheim entschuldigten sich mit folgendem Satz: „Übrigens! Das Kino-Photo im Spectators-Booklet und -Libretto ist von Oliver Schulz-Berndt. Einen vergessen wir immer … Tut uns wirklich leid, Olli!.“ Das Artwork stammt von den Graphischen Werken Ottensen.

## Veröffentlichung und Promotion
Die Erstveröffentlichung von Künstliche Welten erfolge am 26. März 1999 in Deutschland, Österreich und der Schweiz. Die Maxi-Single beinhaltet neben der Radioversion eine Remixversion und eine von den Prager Philharmoniker eingespielte Version von Künstliche Welten, sowie das Lied F, als B-Seite. Die Remixversion entstammt der Zusammenarbeit von José Alvarez-Brill und Hubertus Pohlmann. Die Aufnahme der Prager Philharmoniker erfolgte unter der Leitung des Dirigenten Mario Klemens und wurde durch Wieland Reissmann arrangiert. Das Lied F ist bis heute auf keinem Wolfsheim-Album zu finden. Die Maxi-Single zu Künstliche Welten lag auch der „Limited Edition“ von Spectators bei.

## Hintergrundinformation
Die Singleauskopplung von Künstliche Welten sei laut Wolfsheim eine reine „Gefühlssache“ gewesen. Als einzige Voraussetzung galt, dass diese Veröffentlichung nicht den vorangegangenen Singles Once in a Lifetime und It’s Hurting for the First Time gleichen sollte.
Es ist nach zwölf Jahren Bandgeschichte und acht vorangegangenen Singleauskopplungen die erste deutschsprachige Single Wolfsheims. In einem Interview von 2003 gaben beide Wolfsheim-Mitglieder an, dass Künstliche Welten neben The Sparrows and the Nightingales, Kein Zurück und Once in a Lifetime zu ihren eigenen Lieblingssongs gehöre. Bis heute spielt Heppner das Stück auf seinen Solotourneen.

## Inhalt
Der Liedtext zu Künstliche Welten ist in deutscher Sprache verfasst. Die Musik und der Text wurden gemeinsam von Peter Heppner und Markus Reinhardt geschrieben. Musikalisch bewegt sich das Lied im Bereich des Synthiepop. Aufgebaut ist das Lied auf zwei Strophen und einem Refrain dazwischen sowie ein sich wiederholender Refrain am Ende des Liedes. Das Tempo beträgt 117 Schläge pro minute.
Heppner selbst beschrieb den Text als eine Aneinanderreihung von Versprechungen, die dir „künstliche Welten“ machen. Man bräuchte sich um nichts mehr zu kümmern. Man könne endlich sich selbst sein und das Leben würde leichter. Jeder einzelne Satz sei eine „faustdicke“ Lüge, denn niemand könne dir das versprechen, aber das macht die „künstlichen Welten“ verführerisch. Die Komposition unter anderem auf folgende Zwecke: Werbung, Film, Internet oder Politik. Überall dort seien dieselben Mechanismen, überall lauern Verführungen.

„Ein Wunder hier, ein Traum gleich dort.

Grad’ noch hier und doch schon fort.

Ich zeige dir mein Angesicht,

doch du siehst mich nicht.“

## Musikvideo

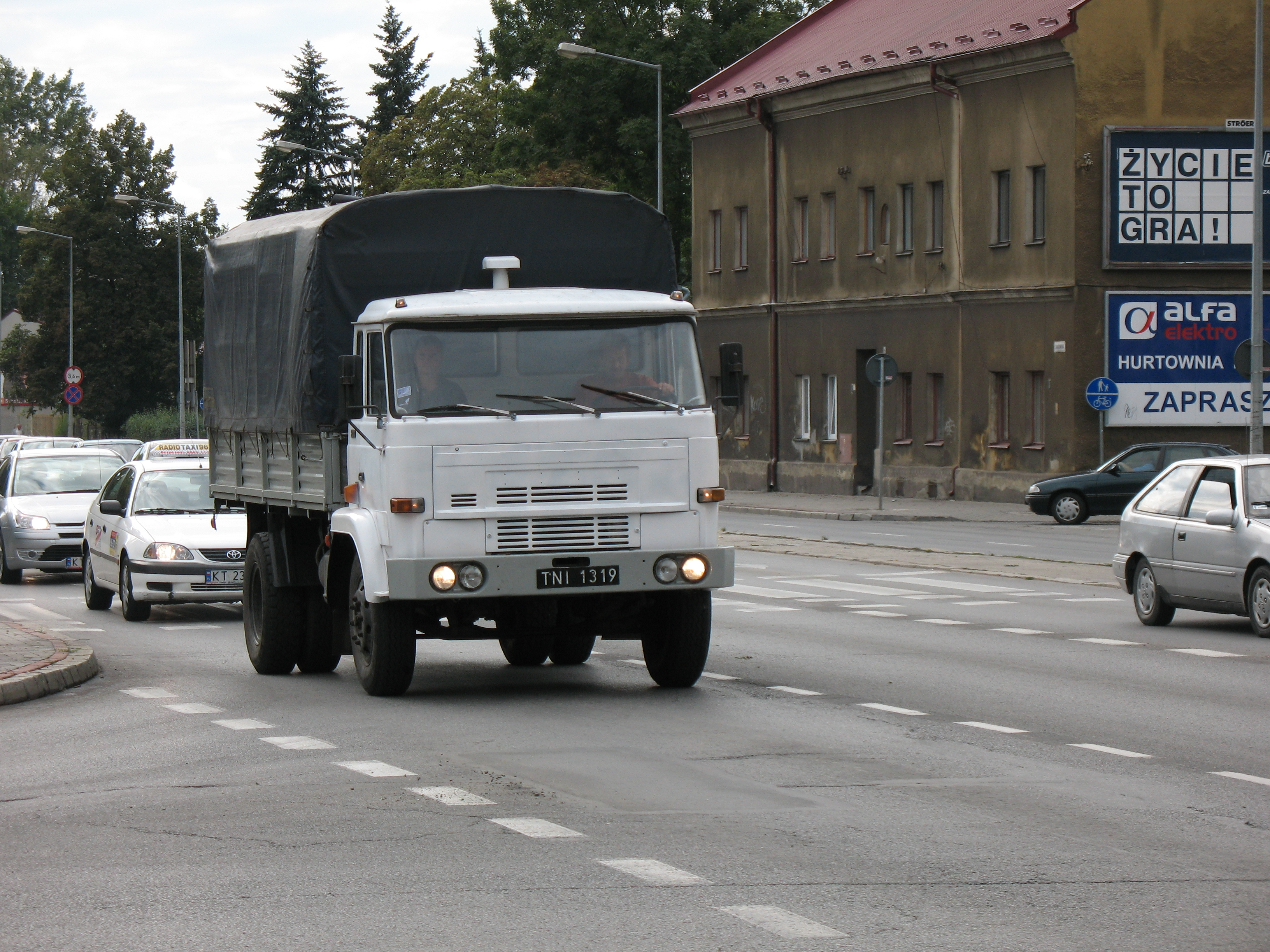
Modellgleicher Star Truck

Das Musikvideo zu Künstliche Welten wurde in Polen gedreht. Zu sehen ist ein kleiner polnischer Junge, der trotz der Warnung seiner Mutter Fernsehen schaut. Die Mutter redet mit folgenden Worten auf den Jungen ein: „Schau nicht so viel Fernsehen. Du machst dir noch die Augen kaputt.“ Doch der Junge hört nicht und schaut weiter. Er sieht einen Beitrag, der die beiden Wolfsheim-Mitglieder zeigt, die mit einem Star Truck unterwegs sind, währenddessen der Junge mit einem kleinen Modell-LKW auf seinem Knie spielt. Die Szenen aus dem Fernsehen spiegeln sich in den Augen des Jungen wider und dieser verfällt kurz darauf in einen Traum. In diesem befindet sich der Junge im hinteren Teil des Trucks und schaut während der Fahrt hinaus. Alle positiven Ereignisse, die er beobachtet, wie unter anderem eine Hochzeit, sowie alle Szenen mit ihm und dem Truck werden farbig dargestellt. Alle negativen Ereignisse werden schwarz-weiß dargestellt. Gegen Ende des Videos reißt ihn seine Mutter mit den Worten: „Wach auf! Wach auf! Geh jetzt ins Bett.“ aus dem Traum. Abseits des Traumes werden die Szenen um Wolfsheim farbig und die Szenen des Jungen und der Mutter schwarz-weiß dargestellt. Das Video endet mit einem Blick auf den Fernseher, auf dessen Bildschirm das Wort „Koniec“ (polnisch für ‚Ende‘) zu lesen ist. Die Gesamtlänge des Videos beträgt 3:43 Minuten. Regie führte Marc Hertel, produziert wurde das Video durch die Cologne Clip Production. Bis heute zählt das Video über 1,2 Millionen Aufrufe bei YouTube (Stand: März 2022).

## Mitwirkende
| Liedproduktion - José Alvarez-Brill: Musikproduzent - Peter Heppner: Gesang, Komponist, Liedtexter, Musikproduzent - Tom Meyer: Mastering - Markus Reinhardt: Keyboard, Komponist, Liedtexter, Musikproduzent Artwork - Marc Hertel: Regisseur (Musikvideo) | Unternehmen - Barrandov Studios: Tonstudio - Cologne Clip Production: Filmproduzent (Musikvideo) - Graphische Werke Ottensen: Artwork (Cover) - Indigo: Vertrieb - Smecky Music Studios: Tonstudio - Strange Ways Records: Musiklabel - The Factory: Tonstudio |

## Charts und Chartplatzierungen
Künstliche Welten erreichte in Deutschland Position 66 der Singlecharts und konnte sich insgesamt sieben Wochen in den Charts halten. In Österreich und der Schweiz blieb ein Charteinstieg bis heute verwehrt. Für Wolfsheim ist dies bereits der dritte Charterfolg in Deutschland. Als Komponist und Liedtexter ist dies bereits der vierte Charterfolg Heppners sowie der dritte für Reinhardt. Als Produzent ist es für beide Wolfsheim-Mitglieder der dritte Charterfolg.